# Records management
 (février 2019).
Le records management (ou gestion des documents d'activité ou gestion documentaire ou gestion des documents d'archives) est un système de gestion de l'information consignée et organique — documents ou données — prouvant une activité (notamment professionnelle), sous n'importe quel format.

## Terminologie
Il n’y a pas, dans le monde francophone, de consensus sur la traduction de l’expression records management et les versions françaises des diverses normes internationales qui ont recours à celle-ci traduisent records par documents, documents archivés, documents d’activité ou informations documentées. De même la version française du règlement de l'Union européenne sur la protection des données (RGPD) traduit le mot de quatre façons différentes selon le contexte : dossiers, archives, registres et enregistrements. En anglais courant, en effet, records désigne tout type de document, comme en témoigne l’expression Public Record Office qui a longtemps désigné les Archives nationales britanniques. Dans le contexte du records management, le mot a pris une connotation juridique faisant qu’il s’applique aux seuls documents ayant été validés ou enregistrés et ayant de ce fait acquis une valeur probante, tandis que l’expression archives material a été adoptée par les professionnels des archives pour désigner spécifiquement les documents conservés à des fins historiques par des services spécialisés. Traduire records par « enregistrement » comme cela se fait encore trop souvent est donc une erreur.
La norme ISO 15489 définit le records management comme le « champ de l'organisation et de la gestion en charge d'un contrôle efficace et systématique de la création, de la réception, de la conservation, de l'utilisation et du sort final des documents, y compris des méthodes de fixation et de préservation de la preuve et de l'information liées à la forme des documents ». Elle consiste à identifier, classer, archiver, préserver, et quelquefois détruire des documents dotés d'une certaine valeur juridique. Son objectif est d’organiser de manière efficace et systématique tous les documents ou données dont une entreprise peut avoir besoin pour justifier son activité, dans un objectif de traçabilité, d’intégrité, de sécurité et de pérennité des informations mais également de respect des exigences légales.
Cette même norme définit les records, appelés documents d’archives ou documents, comme les « documents créés, reçus et préservés à titre de preuve et d'information par une personne physique ou morale dans l'exercice de ses obligations légales ou la conduite de son activité ».
Le Committee on Electronic Records du Conseil international des archives définit les documents d’archives comme « un élément spécifique d'information enregistrée, engendrée, collectée ou reçue lors de l'initiation, la conduite ou l'accomplissement d'une activité et qui comprend un contenu, un contexte, et une structure suffisants, pour fournir la preuve ou la mise en évidence de cette activité ».
Alors que le document d’archives est souvent identifié au document sous sa forme traditionnelle, il peut être aussi bien un objet tangible qu'une information numérique qui a une valeur pour une organisation. Par exemple, les documents bureautiques, le contenu des bases de données ou des sites web ou Intranet, les données des applications et les courriels sont tous des documents d’archives.
Les documents se caractérisent par :
- leur contenu, validé et non modifiable ;
- l’obligation de les conserver pendant une certaine durée, pour des raisons légales ou fonctionnelles.

Leur cycle de vie peut être décrit ainsi :

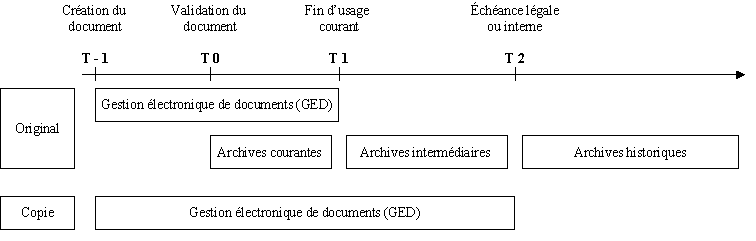
De la naissance du document d'archives à son sort final.

## Historique
Le records management a été développé aux États-Unis après la Seconde Guerre mondiale. La notion a été popularisée par l’archiviste français Yves Pérotin dans les années 1960.

## Pratique durecords management
- Créer, approuver et renforcer les politiques d’archivage, incluant un système de classement et une politique de conservation des documents d'archives.
- Développer un plan de classement des documents d'archives, qui inclut la localisation à court et long terme des archives physiques et des informations numériques.
- Identifier les archives existantes et celles nouvellement créées, les classer, puis les stocker selon les procédures d’exploitation en vigueur.
- Coordonner l’accès aux documents d'archives et leur circulation, au sein comme en dehors de l’entreprise.
- Appliquer une politique de conservation pour archiver et détruire les documents d'archives selon les besoins opérationnels et en fonction de critères juridiques.

L’objectif est de garantir l’existence et l’accessibilité des documents, leur authenticité, leur fiabilité et leur intégrité, et de permettre qu’ils soient exploitables.
Souvent, un système de gestion des archives aide au classement et à la gestion quotidienne des documents d'archives au cours de leur cycle de vie. Un tel système peut être basé sur du papier (par exemple des fiches sont utilisées dans les bibliothèques) ou sur un système informatique comme une GED.
Les principales fonctions de ce système sont :
- de prendre en charge le document de sa création jusqu’à la fin de son usage,
- de garantir sa conservation dans son contexte et sur des supports adaptés,
- d’assurer la traçabilité du document et de le communiquer selon les droits d’accès.

Selon la norme ISO 15489 « Records management » publiée en octobre 2001 et dont la dernière version date de 2016, cela comprend :
- la mise en place de politiques et de standards ;
- l’assignation de responsabilités et de droits d'accès ;
- l’établissement et la promulgation de procédures ;
- la fourniture d’une gamme de services relatifs à la gestion et à l’utilisation des documents d’archives ;
- la conception, l’implémentation et l’administration de systèmes spécialisés dans la gestion des documents d’archives et ;
- l’intégration de la gestion des documents d’archives dans les processus.

La norme ISO peut être complétée par le recueil d’exigences pour l’organisation de l’archivage publié par le DLM Forum sous le nom de MoReq, dont la dernière version a été publiée en 2011.
La norme ISO 15489 est également complétée par deux normes complémentaires :
- ISO 22310 : 2006 Information et documentation—Lignes directrices pour les rédacteurs de normes pour les exigences de « records management » dans les normes (seulement en anglais) [2]
- ISO 23081-1 : 2006 Information et documentation—Processus de gestion des enregistrements -- métadonnées pour les enregistrements—Partie 1 : Principes (seulement en anglais) [3]

Un calendrier de conservation, appelé aussi tableau de tri, fixe la « durée de vie » des documents, en fonction de critères juridiques ou historiques. Il permet de déterminer la valeur d'un document (valeur primaire ou secondaire). La valeur primaire d'un document est la raison pour laquelle le producteur ou le détenteur d'un document doit le conserver pour des motifs administratifs, légaux ou financiers. La valeur secondaire découle de l'intérêt historique d'un document.

## Gestion des documents de forme traditionnelle
Gérer physiquement des documents d’archives implique une grande variété de disciplines. Les documents, quels qu'ils soient, doivent être classés et indexés : c'est une nécessité matérielle de base. Leur maîtrise intellectuelle, par ailleurs, demande des compétences en droit, en histoire, en ingénierie et la coordination d'expertises diverses.
- Identifier les documents d’archives. La pertinence et l'authenticité de chaque document d’archives doivent pouvoir être établies à chaque étape de sa vie, en s'assurant qu’il n'a pas subi d'altération volontaire ou accidentelle de son contenu. Dans les cas extrêmes, les documents peuvent être soumis au microscope, au rayon X, à la datation au carbone 14 ou à des analyses chimiques pour déterminer leur authenticité et leur histoire antérieure. Il est donc indispensable de prendre des précautions à cette fin lors de la création des documents et pendant leur période de conservation.

- Stocker les documents d’archives. Les documents d’archives doivent être stockés de telle façon qu’ils soient à la fois suffisamment accessibles et protégés des dégâts environnementaux. Un document classique, sur papier ordinaire, peut être rangé dans un bureau, dans un placard à archives. Mais un local d'archives digne de ce nom doit être conforme à des normes environnementales spécifiques, notamment en matière de température et d'hygrométrie. Des documents d’archives de très grande importance peuvent être stockés dans un coffre fort ou une chambre forte résistant au feu, aux inondations, aux tremblements de terre et même aux guerres. En plus d’un stockage des archives dans leurs bureaux, de nombreux organismes possèdent un centre d’archivage hors site ou passent des contrats avec des entreprises d’archivage.

- Faire circuler les documents d’archives. Les documents d’archives sont conservés pour que l’on puisse les retrouver au moment voulu. Retrouver le document, le suivre pendant qu’il est hors du local d’archives puis le récupérer : ce sont les étapes de la circulation du document. À son niveau le plus simple, la circulation est gérée par des méthodes manuelles, comme tout simplement noter à qui tel document a été communiqué, et quand il doit le rendre. Cependant, de façon plus moderne, des systèmes informatiques de gestion des documents d’archives sont utilisés, qui peuvent inclure des codes-barres ou une puce RFID pour suivre le mouvement des documents d’un bureau à l’autre, ou même hors des bureaux. Le code barre et les détecteurs de fréquence radio peuvent également être utilisés lors d'audits périodiques, pour s’assurer du suivi des mouvements de documents.

- Le sort final de documents d’archives. Le sort final de documents d’archives n'est pas toujours la destruction. Il peut aussi prendre la forme d'un versement dans un service d'archives historiques, un musée ou une bibliothèque. La destruction doit être autorisée par la loi, les statuts de l'organisme producteur ou détenteur, les réglementations et les procédures d’exploitation. Une fois la destruction approuvée, le document d’archives doit être détruit avec soin pour éviter une divulgation d’information à des tiers non autorisés. Le processus de dépôt final de documents d’archives doit avoir été bien préparé, en commençant par un planning de conservation des documents d’archives, des politiques et des procédures approuvées au plus haut niveau.

## Gestion des documents d’archives électroniques
Les principes généraux de la gestion des documents d’archives s’appliquent à tous les formats de documents. Cependant, les documents numériques soulèvent des problèmes particuliers. Il est plus difficile d’assurer que le contenu, le contexte et la structure des documents sont préservés et protégés lorsque les documents n’ont pas d’existence physique.
Contrairement aux documents d’archives papier, les documents numériques ne peuvent pas être lus sans un ordinateur ou une autre machine. Des critères fonctionnels concernant les systèmes informatiques qui peuvent être utilisés pour gérer les documents d’archives numériques ont été émis par le département de la Défense des États-Unis (« DoD 5015.2 »(Archive.org • Wikiwix • Archive.is • Google • Que faire ?)), par les Archives nationales britanniques  et par l’Union européenne par le biais du MoReq (Model Requirements for the Management of Electronic Documents and Records).
Des questions se posent sur la capacité de conserver, de rendre toujours accessibles et lisibles les documents numériques à long terme. Pour être lus, les documents d’archives numériques requièrent la combinaison d’une version de logiciel et d’un système informatique ; le risque venant de la vitesse à laquelle les technologies changent. De nombreuses recherches sont entreprises pour aborder ce problème. La gestion complète et intégrée des archives informatiques présente un défi majeur pour les archivistes des années quatre-vingt-dix.

## Problèmes actuels en gestion des documents d'archives
À compter de 2005 et du fait de réglementations plus exigeantes, l’intérêt des entreprises pour la gestion des documents d’archives est allé croissant. Alors que les gouvernements ou les professions juridiques et médicales ont une pratique historique de l'organisation des documents d’archives, la tenue d’archives dans les entreprises est peu standardisée. De plus, des scandales tels que celui de l’Enron Corporation / Arthur Andersen, et plus récemment les destructions de documents d’archives chez Morgan Stanley ont renouvelé l’intérêt porté à l'utilité juridique des documents d’archives de l’entreprise et à la prévention des contentieux. Les lois comme la loi Sarbanes-Oxley aux États-Unis ont incité à normaliser les pratiques de gestion des documents d’archives au sein des entreprises. Les échanges ont été nombreux entre les gestionnaires de documents et les informaticiens dans les années 1990 pour mieux répondre aux exigences légales et mieux anticiper les risques.
Vie privée, protection des données et vol d’identités sont devenus des centres d’intérêt pour les gestionnaires de documents d’archives. Leur rôle d’aide à la protection des documents d’archives en entreprise les a souvent amenés à porter attention à ces problèmes. Le besoin de garantir que des données personnelles ne sont pas conservées plus longtemps qu'il n'est permis a rendu indispensable l'établissement de calendriers de conservation indiquant les durées au terme desquelles les documents d'archives peuvent ou doivent être détruits.
En France, le droit de la preuve a été adapté par la loi 2000-230 du 13 mars 2000, et son décret d'application (voir droit de la preuve dans les technologies de l'information en France).

## Fournisseurs de gestion des documents d'archives

### Systèmes de gestion des documents
Un système de gestion de documents d’archives est un programme informatique (ou un ensemble de programmes) utilisé pour suivre et stocker les documents. Ce terme diffère de ceux de systèmes de gestion d’images et de documents, spécialisés respectivement dans la prise d’images et dans la gestion de documents. Les systèmes de gestion de documents d’archives proposent communément un haut niveau de sécurité et des fonctionnalités d’audit ajustées aux besoins des gestionnaires de documents d’archives.
Dans ce même cadre, il y a lieu de parler de deux concepts liés à cet égard et qui sont la GED (Gestion Électronique des Documents) et le SAE (Système d'Archivage Électronique), le premier (la GED) étant défini comme un assemblage d'outils matériels et logiciels pour assurer la gestion du cycle de vie et de tous les maillons de la chaîne du traitement documentaire. Le second (le SAE) se consacre à la conservation des documents numériques ou numérisés d'une organisation.

### Entreprises spécialisées et formations
Des entreprises se sont spécialisées dans le stockage de documents d’archives sur papier ou sous forme électronique. Elles proposent un stockage dense et sécurisé pour les documents d’archives sur papier et peuvent fournir des conditions climatiques particulières pour le stockage des supports sensibles autres que le papier.
Le Master Veille Stratégique et Organisation des Connaissances (VSOC) proposé par l'Université de Lorraine à Nancy offre une formation dans le domaine du records management. 